# Schloss Tivoli

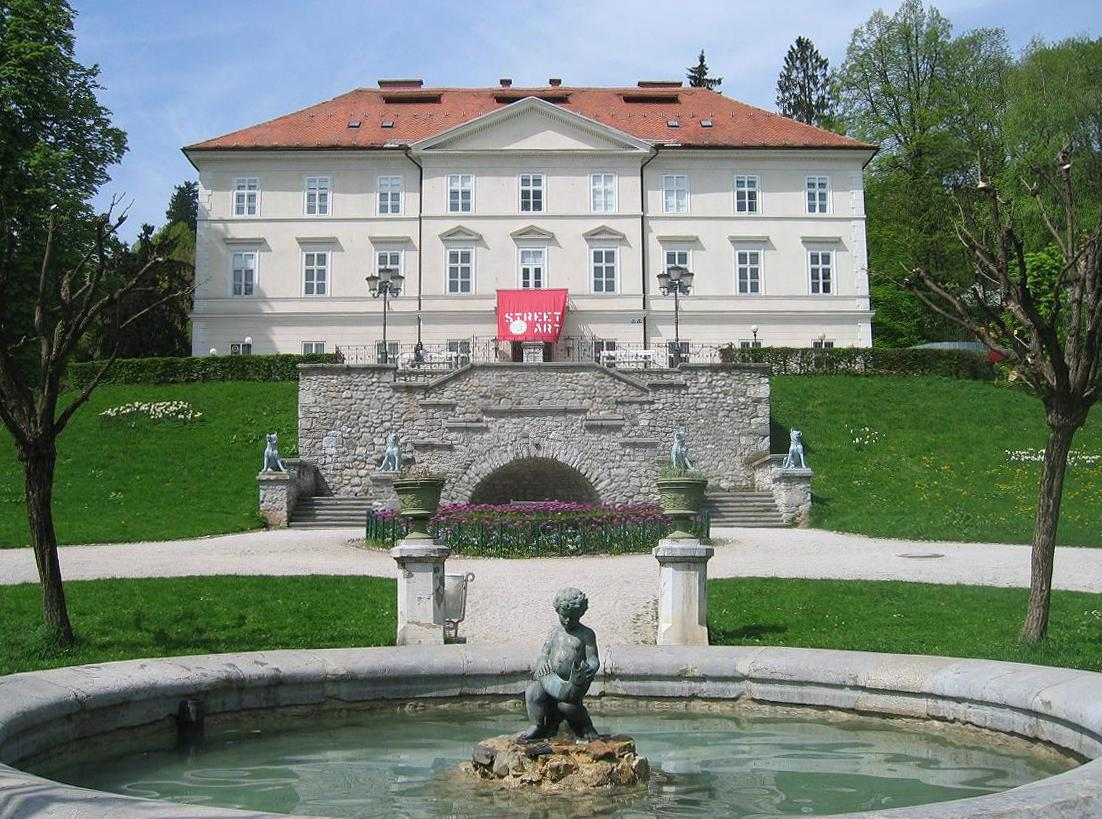
Haus Tivoli in Ljubljana

Schloss Tivoli (slowenisch: Grad Tivoli), ursprünglich Schloss Unterthurn (slowenisch: Grad Pod turnom) genannt, ist ein Herrenhaus in Ljubljana, der Hauptstadt Sloweniens.

## Lage
Das Schloss befindet sich im Stadtpark Tivoli im Stadtteil Rožnik, nordwestlich des Stadtzentrums am Fuß des Rožnikhügels. Dieser schließt an die Jakopič-Promenade an, die wiederum die Verlängerung der Cankarstraße bildet.

## Geschichte

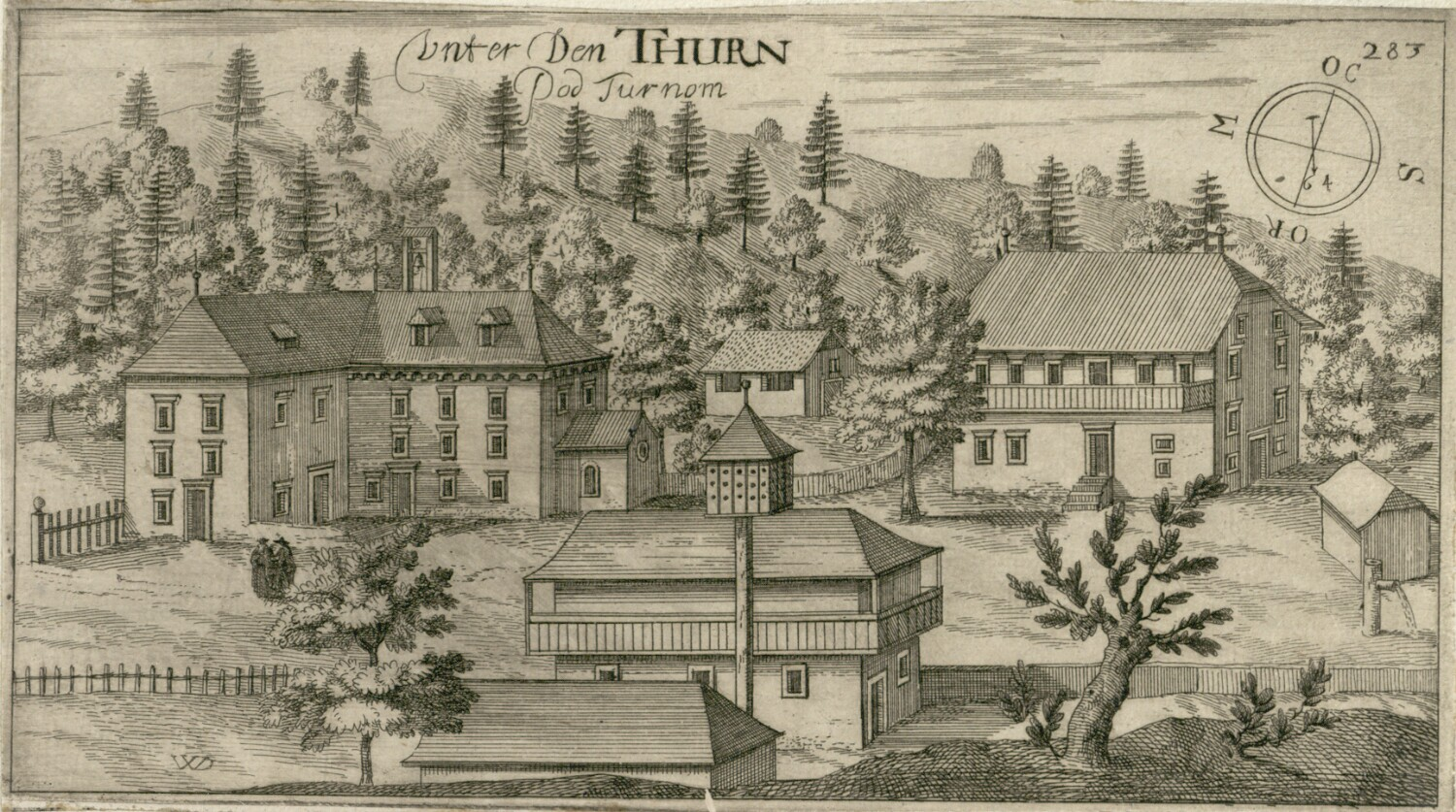
Pod Turnom, (Thurn unter Neuberg) 1679

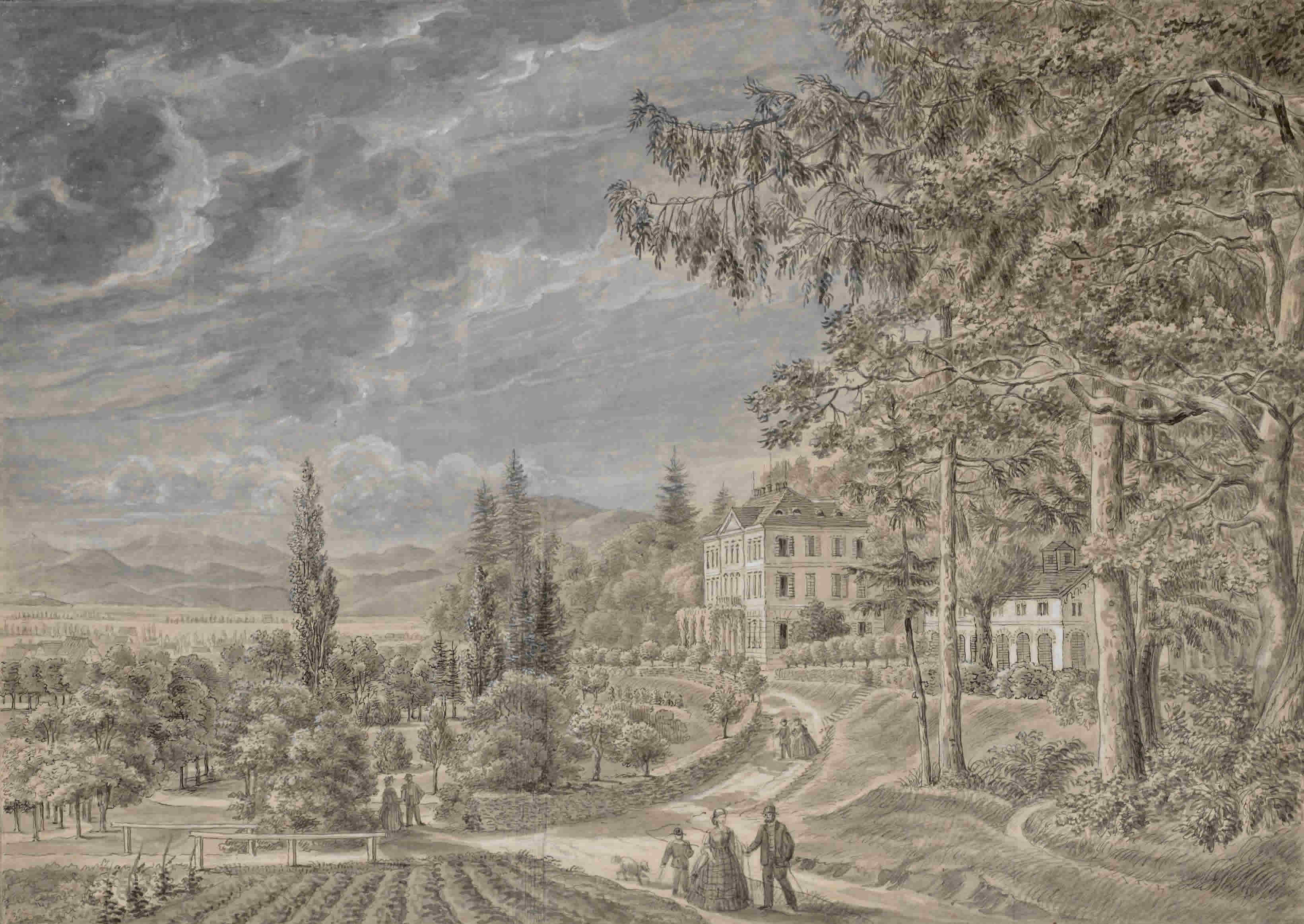
Schloss Tivoli mit Garten, 1869

Das heutige Gebäude geht auf einen Verteidigungsturm eines Laibacher Stadtkommandanten aus dem 13. Jahrhundert zurück. Laibach, das heutige Ljubljana, befand sich seit 1278 unter habsburgischer Herrschaft. Während kriegerischer Auseinandersetzungen zwischen Ungarn und den Habsburger wurde der Turm 1448 von Truppen Ulrichs II. niedergebrannt.
Auf den Grundmauern des Turms wurde ein Schlösschen errichtet. 1601 kauften die Jesuiten das Gebäude, die seit 1599 in Laibach ein Kolleg betrieben, ließen es abreißen, neu aufbauen und nutzten es als Erholungsheim. In der Folge der Aufhebung des Jesuitenordens 1773 wurde das Kolleg vom Staat übernommen, und das Laibacher Palais fiel zunächst an die Katholische Kirche, dann an die Landstände.
1835 wurde neben dem Schloss ein Gartenrestaurant und Café mit dem Namen Tivoli eröffnet. Damit kamen auch das Palais und der Garten zu ihren Namen.
1852 erwarb Kaiser Franz Josef das Gebäude und überließ es seinem Feldmarschall Radetzky auf Lebenszeit. Das Gebäude wurde renoviert, mit der heutigen klassizistischen Fassade versehen, der Garten erweitert, teilweise neu angelegt mit freiem Zugang für die Bürger. 1865 kaufte die Stadt das Palais und nahm einige Erweiterungen und Umbauten vor, so wurden z. B. die repräsentative Außentreppe und der Springbrunnen gebaut. Bis 1967 wurde das Gebäude zu Wohnzwecken genutzt. Heute dient es als Museum und beherbergt eine umfangreiche Sammlung zeitgenössischer Graphik.

## International Centre of Graphic Arts
Das Haus, das eine Sammlungen moderner, internationaler Graphik beherbergt, ist der Sitz des Internationalen Zentrums für Graphische Kunst (International Centre of Graphic Arts), das seit 1955 an ungeraden Jahren die Biennial of Graphic Arts ausrichtet. Zu den Kuratoren der Biennale zählen u. a. Giulio Carlo Argan, Jorge Glusberg, Pontus Hultén, Pierre Restany und Ryszard Stanisławski.